# Die Jovialen
Die Jovialen ist ein Walzer von Johann Strauss (Sohn) (op. 34). Das Werk wurde am 25. November 1846 im Zum Goldenen Strauß in der Wiener Josefstadt erstmals aufgeführt.

## Einzelnachweis
1. ↑  Quelle: Englische Version des Booklets (Seite 46) in der 52 CDs umfassenden Gesamtausgabe der Orchesterwerke von Johann Strauß (Sohn), Hrsg. Naxos (Label). Das Werk ist als zweiter Titel auf der 15. CD zu hören.